# Cornelius Schilder
Cornelius Schilder (* 19. September 1941 in Westwoud, Gemeinde Drechterland, Niederlande) ist emeritierter Bischof von Ngong in Kenia.

## Leben
Cornelius Schilder, siebtes Kind aus einer Familie mit acht Kindern, trat der Ordensgemeinschaft der Missionsgesellschaft vom hl. Joseph von Mill Hill (MHM) bei und besuchte das Priesterseminar in Hoorn. Anschließend studierte er Philosophie am Mill Hill College in Roosendaal und 1964 Katholische Theologie am Mill Hill College in London. Er empfing am 29. Juni 1968 die Priesterweihe in Westwoud und unterrichtete anschließend zunächst am Priesterseminar in Tilburg. 1971 ging er in die Mission nach Kenia und war in den Pfarrgemeinden Kilgoris, Ilkerin und Lemek im Verwaltungsdistrikt Narok in der Provinz Rift Valley tätig. 1989 wurde er Sekretär des Bistums Ngong. Von 1991 bis 1998 war er als Priester in der Gemeinde Tarasaa im Bistum Garissa tätig. 1998 wurde er zum stellvertretenden Vertreter der Mill Hill Missionare in Ostafrika gewählt, ab 2000 deren erster Vertreter.
2002 wurde Cornelius Schilder von Johannes Paul II. als Nachfolger von Colin Cameron Davies zum Bischof des Bistums Ngong – dem so genannten Massai-Bistum, im südlichen Kenia an der Grenze zu Tansania – ernannt. Die Bischofsweihe spendete ihm Giovanni Tonucci am 25. Januar 2003.
Als Mitglied der Kenianischen Bischofskonferenz war er Vorsitzender der Finanzkommission.
Am 1. August 2009 wurde sein Rücktrittsgesuch „aus Gesundheitsgründen“ von Papst Benedikt XVI. angenommen. Anderthalb Jahre später wurde bekannt, dass Schilder sexueller Missbrauch von Kindern vorgeworfen wurde; die Polizei wurde nicht in Kenntnis gesetzt.
Cornelius Schilder spricht neben niederländisch, deutsch, französisch und englisch auch Kiswahili und Maa.